# Lauria fanalensis
Lauria fanalensis es una especie de gasterópodo de la familia Pupillidae.
Es endémica de Macaronesia (Madeira y Canarias).